# Gran mezquita de al Nuri
La Gran mezquita de al Nuri fue una histórica mezquita de la ciudad iraquí de Mosul, conocida por su minarete inclinado. Su construcción se remonta a la segunda mitad del siglo XII. Fue destruida el 21 de junio de 2017 por los yihadistas del grupo islamista del Estado Islámico de Irak y el Levante (EIIL) que hicieron explotar la mezquita y el minarete.

## Historia

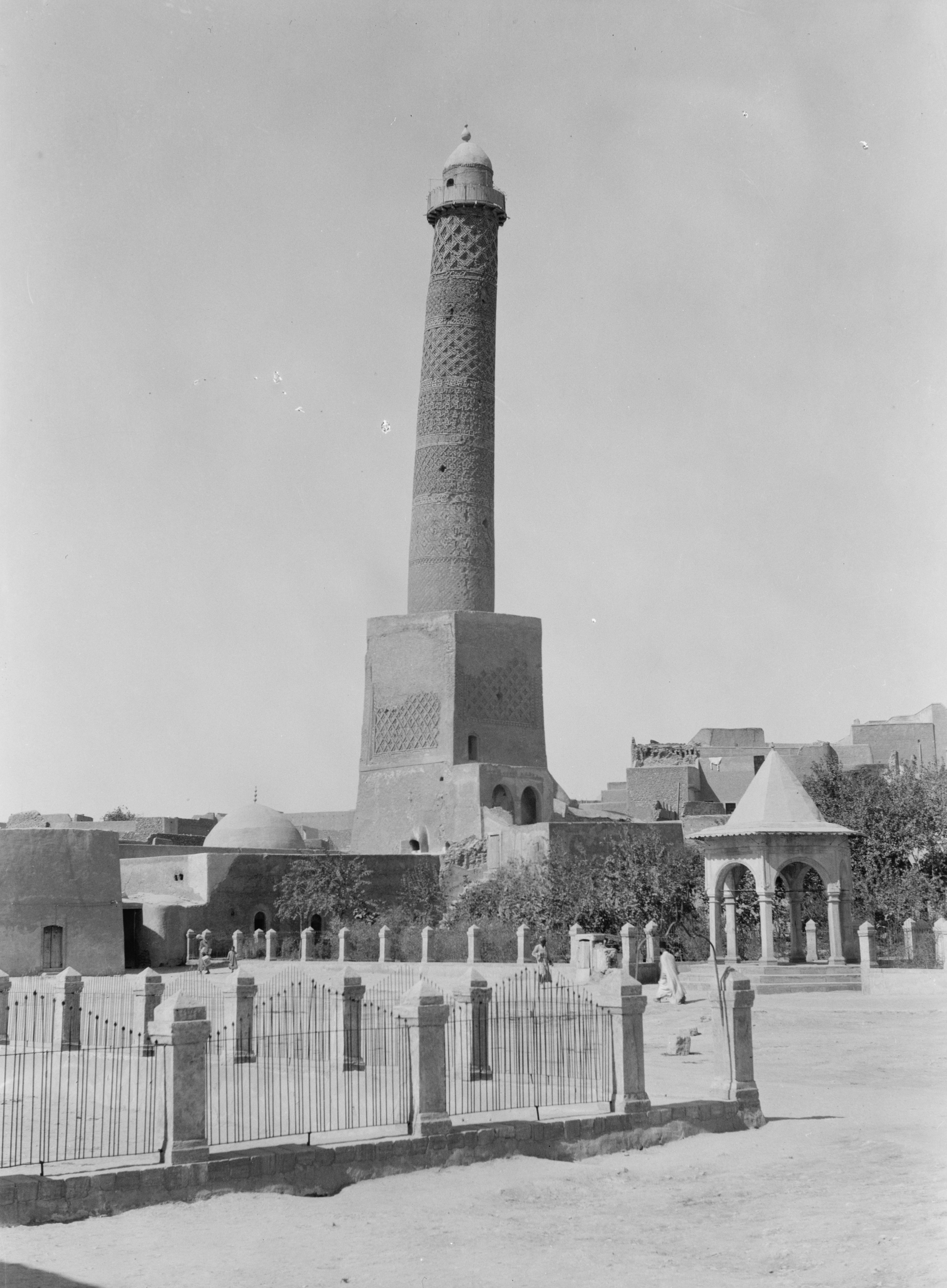
La mezquita en 1932.

La tradición dice que Nur al-Din construyó esta mezquita entre 1172-1173, poco antes de fallecer. En 1511, la mezquita fue renovada completamente por el Imperio Safávida.
Tanto la mezquita como su madrasa fueron desmanteladas y reconstruidas en 1942 en un programa de restauración emprendido por el gobierno iraquí. El minarete permaneció sin restaurar, aunque intentos fueron hechos en 1981 por una firma italiana para estabilizarlo. El bombardeo de Mosul durante la guerra entre Irán e Irak en los años ochenta rompió las tuberías subterráneas y causó fugas bajo el minarete que lo socavó aún más. La inclinación empeoró otros 40 centímetros desde entonces.
En los últimos años las grietas proliferaron a lo largo de la base del minarete, que se inclinaba casi 3 metros de la vertical. Fue catalogado por el World Monuments Fund como un sitio de preocupación debido al riesgo de colapso.

### Minarete
El minarete fue famoso por estar inclinado, conocido como al-Hadba' ("el jorobado") debido a su inclinación. El minarete seguía el modelo originario de Irán y Asia Central y tenía similitudes con otros minaretes del norte de Irak, como los de Mardin, Sinjar y Erbil.
El motivo de la inclinación es discutido, aunque entre las autoridades locales lo achacan a los efectos de la dilatación térmica causada por el calor solar, haciendo que los ladrillos expuestos al sol se expandan e inclinen el minarete.
Según la tradición local (que resueltamente ignora la cronología), el minarete se inclinó en señal de reverencia después de que Mahoma pasó sobre el mientras ascendía al cielo. De acuerdo con la tradición cristiana local, sin embargo, la inclinación se debió a su inclinación hacia la tumba de la Virgen María, supuestamente ubicada cerca de Erbil.

### Guerra contra el Estado Islámico y destrucción
La estructura fue atacada por militantes de Estado Islámico de Irak y el Levante (EIIL) que ocuparon Mosul el 10 de junio de 2014 y destruyeron previamente la Tumba de Jonás. Sin embargo, los residentes de Mosul reaccionaron contra la destrucción de sus sitios culturales y protegieron la mezquita formando una cadena humana y formando una resistencia contra el EI.
En 2014 Abu Bakr al-Baghdadi, líder de la organización terrorista del Estado Islámico de Irak y el Levante, se autoproclamó califa en este lugar. La mezquita se encontraba cerca de la línea de fuego entre los militantes del Estado Islámico de Irak y el Levante y el ejército iraquí, que buscaba recuperar la ciudad.
El 21 de junio de 2017 el histórico edificio fue destruido por tropas del ISIS.